# Modern femkamp vid olympiska sommarspelen 2000
Resultat från tävlingarna i modern femkamp vid olympiska spelen 2000. För första gången deltog damer i tävlingarna. Damerna tävlade den 1 oktober och herrarna den 30 september.

## Medaljörer
| Spel               | Guld                          | Silver              | Brons                       |
| Herrar Detaljer... | Dmitri Svatkovskij Ryssland   | Gábor Balogh Ungern | Pavel Dovgal Belarus        |
| Damer Detaljer...  | Stephanie Cook Storbritannien | Emily deRiel USA    | Kate Allenby Storbritannien |

## Medaljtabell
| Pl. | Nation         | Guld | Silver | Brons | Totalt |
| --- | -------------- | ---- | ------ | ----- | ------ |
| 1   | Storbritannien | 1    | 0      | 1     | 2      |
| 2   | Ryssland       | 1    | 0      | 0     | 1      |
| 3   | Ungern         | 0    | 1      | 0     | 1      |
| 3   | USA            | 0    | 1      | 0     | 1      |
| 5   | Belarus        | 0    | 0      | 1     | 1      |

## Delmoment
Skytte, hölls 6:45 i paviliong 2 i The Dome and Exhibition Complex

Fäktining, hölls 8:00 i paviliong 2 i The Dome and Exhibition Complex

Simning, hölls 11:25 i Sydney International Aquatic Centre 

Ridning, hölls 13:45 på Sydney Baseball Stadium

Löpning, hölls 16:20 på Sydney Baseball Stadium